# Belleville, Illinois
Belleville är en stad i St. Clair County i Illinois i USA. År 2000 var invånarantalet 41 410. Belleville är residensstad i St. Clair County och säte för det katolska stiftet Belleville. Tidningen Belleville News-Democrat utges i staden. Belleville ligger i den östra delen av storstadsområdet omkring Saint Louis. Bellevilles vänort är Paderborn i Tyskland. I Belleville fanns USA:s första barnträdgård (daghem).